# Le Boucher, la star et l'orpheline
Le Boucher, la star et l'orpheline è un film del 1975 diretto da Jérôme Savary.

## Trama
Il macellaio Maurice sogna di diventare un famoso regista. Sarà un fallimento totale.